# Несвуйк
Несвуйк (на фарьорски: Nesvík) е село на източния бряг на остров Стреймой. Намира се в община Сунда.
Към 2020 г. населението на селото е 0 души, като последният жител се е изселил през 2016 г. Селището е дом на религиозен лагер и конферентен център. Името му произлиза от фарьорската думи за залив.